# Euploea schlegelii
Euploea schlegelii är en fjärilsart som beskrevs av Felder 1865. Euploea schlegelii ingår i släktet Euploea och familjen praktfjärilar. Inga underarter finns listade i Catalogue of Life.